# コルネリウス・マイスター
コルネリウス・マイスター （1980年2月23日、 ドイツ・ ハノーファー生まれ）は、ドイツの指揮者でありピアニスト。 

## 経歴
マイスターは、 ハノーファー音楽演劇大学でピアノと指揮を専攻し、父コンラートのもとで学んだほか、ピアノをマルティン・ブラウスに、指揮法を大植英次に師事した。ザルツブルク・モーツァルテウム大学でもデニス・ラッセル・デイヴィスに師事している。 1996年の南西ドイツ室内楽コンクールで入賞したほか、1998年のシュレースヴィヒ=ホルシュタイン音楽祭ではラーデベルガー賞および観客賞を受賞している。 
2001年から2002年にかけてエアフルト劇場のアシスタントを務め、ハノーファー州立歌劇場のカペルマイスターも務めた。2005年、ドイツの歌劇場の音楽監督としては最年少となる25歳でハイデルベルク歌劇場の音楽監督に就任。2010年にはウィーン放送交響楽団の音楽監督および首席指揮者に就任し、4年契約を交わした。　2015年にさらなる3年間の契約延長に合意、2018年まで同職を務めた。
2016年6月、シュトゥットガルト州立歌劇場が同歌劇場および同楽団の次期音楽監督にマイスターを任命すると発表した。2018年-2019年シーズンからの6年契約で同職に就いている。 
2017年4月から2020年3月まで読売日本交響楽団の首席客演指揮者を務める 。

## 家族・親族
- 父：コンラート・マイスターはピアニストで、ハノーファー音楽演劇大学のピアノ科の教授を務めていた。
- 母：ピアノ教師。
- 兄：異母兄弟であるルドルフ・マイスターもピアニスト。現在はマンハイム音楽学校の学長を務めている。

## 参照資料
1. ↑  "Cornelius Meister zum neuen RSO Chefdirigenten ab September 2010 bestellt" (PDF) (Press release). Vienna Radio Symphony Orchestra. 9 January 2009. 2011年7月6日時点のオリジナル (PDF)よりアーカイブ。2011年5月29日閲覧。
2. ↑  『Cornelius Meister ab der Spielzeit 2018/2019 Generalmusikdirektor der Staatsoper Stuttgart und des Staatsorchesters Stuttgart』（プレスリリース）Ministerium für Wissenschaft, Forschung und Kunst Baden-Württemberg、2016年6月15日。2016年6月18日閲覧。
3. ↑  『コルネリウス・マイスター氏が2017年度から読響・首席客演指揮者に就任』（プレスリリース）読売日本交響楽団、2016年6月28日。2016年6月28日閲覧。
4. ↑  “2月定期ブルックナー_1218”. 読売日本交響楽団. 2024年4月25日閲覧。